# Hemiteles thoracicus
Hemiteles thoracicus là một loài tò vò trong họ Ichneumonidae.